# Thomas Bug

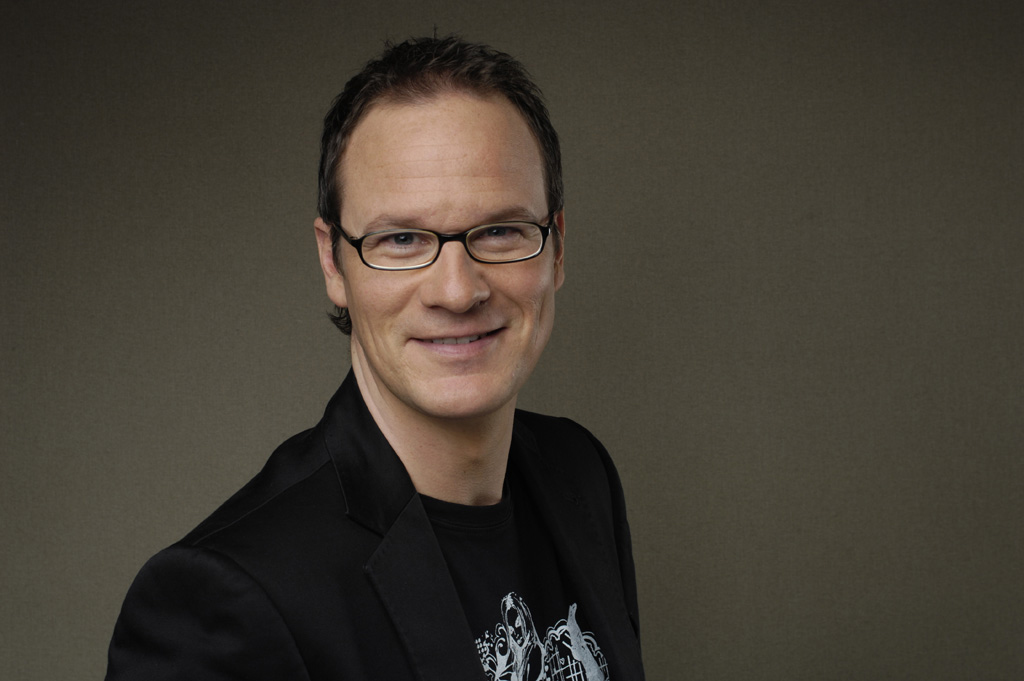
Thomas Bug (2008)

Thomas Bug (* 13. Mai 1970 in Speyer), Spitzname Der Bug, ist ein deutscher Hörfunk- und Fernsehmoderator.

## Werdegang
Bug begann als Schüler bei Radio RPR in Ludwigshafen am Rhein. Nach einem Volontariat bei R.SH in Kiel folgten die Stationen N-Joy in Hamburg (1994), hr3 in Frankfurt, FFH in Bad Vilbel und radioeins in Potsdam. In seiner Zeit bei Eins Live (1995 bis 2006), dem jungen Radio des WDR, erhielt Thomas Bug den Spitznamen „Der Bug“. Von 2007 bis 2008 war er mit der wöchentlichen Personality-Show Bug am Samstag bei WDR 2 zu hören. 2010 moderierte er im WDR Fernsehen mit Catherine Vogel die Loveparade aus Duisburg. 2013 kehrte er zu WDR 2 zurück und moderierte dort samstags von 19 bis 22 Uhr die Sendung Zu Gast bei Thomas Bug. Von April 2015 bis zum 25. Juni 2016 war er jeden Samstag mit Alles Bug von 20 Uhr bis Mitternacht zu hören. Ab dem 4. Juli 2016 wechselte er ins Tagesprogramm von WDR 2 und moderiert seitdem im Wechsel mit anderen Moderatoren die Sendung WDR2 Der Nachmittag zwischen 15 und 19 Uhr, Freitag bis 20 Uhr.
Nachdem Bug bereits in den ersten beiden Staffeln von Dieter Bohlens Deutschland sucht den Superstar bei RTL Television als Juror einen Ausflug ins Fernsehen  gemacht hatte, kehrte er 2007 vor die Kamera zurück. Für den WDR und den digitalen ARD-Sender Einsfestival interviewte er in seiner 15-minütigen Sendung derBUG bekannte Persönlichkeiten. Von 2008 bis 2014 moderierte er die WDR-Sendung Hitlisten des Westens. Zudem präsentierte er ebenfalls von 2008 an im WDR Fernsehen das Informationsmagazin Aktuelle Stunde, bis er 2024 aus persönlichen Gründen ausstieg.

## Privates
Thomas Bug lebt in Köln und ist aufgewachsen im pfälzischen Böhl-Iggelheim.

## Hörspiele
- 2001: Die drei ??? Rufmord (Folge 99) als Kevin Anderson